# Lebădă cu gât negru
Lebăda cu gât negru (Cygnus melancoryphus) este o specie de pasăre de apă din tribul Cygnini din subfamilia Anserinae. Se găsește în Argentina, Brasilia, Chile, Uruguay și Insulele Falkland.

## Taxonomie
Lebăda cu gâtul negru a fost ocazional plasată singură în genul monotipic Sthenelides. Rudele sale cele mai apropiate sunt lebăda neagră (C. atratus) și lebăda albă (C. olor).

## Descriere
Lebăda cu gâtul negru este singurul membru al genului său care se reproduce în neotropice și este cea mai mare pasăre de apă originară din America de Sud. Adulții au o lungime totală de 102 până la 124 cm și cântăresc 3,5 până la 6,7 kg. Anvergura aripilor variază de la 135 la 177 cm. Penajul corpului este alb, cu gâtul și capul negre și cioc cenușiu. Are o carunculă roșie la baza ciocului și o dungă albă în spatele ochiului. Sexele sunt asemănătoare, femela fiind ceva mai mică. Puii au un penaj cenușiu deschis, cu cioc și picioare negre.

## Distribuție și habitat
Lebăda cu gâtul negru se găsește în partea de sud a Americii de Sud. În tompul primăverii și verii se reproduce în Chile, Paraguay, sudul Boliviei, Argentina, Uruguay și Insulele Falkland. În acest sezon, unii indivizi ajung în Canalul Beagle la sud de Isla Grande din Țara de Foc și în arhipelagul Juan Fernández din Chile. Iarna migrează spre nord, fiind mai întâlnită în Paraguay, sudul Boliviei și în Rio Grande do Sul, Santa Catarina și Paraná din Brasilia. Este un rezident pe tot parcursul anului în Insulele Falkland. Indivizi răzleți au fost găsiți pe Insula Juan Fernández, Insulele Orkney de Sud, Insulele Shetland de Sud și Peninsula Antarctică.
Zonele umede create în Chile de cutremurul Valdivia din 1960, cum ar fi Sanctuarul natural Carlos Anwandter de pe râul Cruces, au devenit centre importante de populație pentru lebăda cu gât negru.
Trăiește în mlaștini de apă dulce, în lacuri de mică adâncime, în lagune și în locurile de coastă adăpostite. Pe continentul Americii de Sud se găsește adesea în apropierea locuințelor umane, dar evită zonele construite din Falkland. În general, se găsește la altitudine joasă, dar efectivele care nu se reproduc pot fi găsite până la 900 până la 1.250 de metri în Anzii din sudul Argentinei.

## Galerie

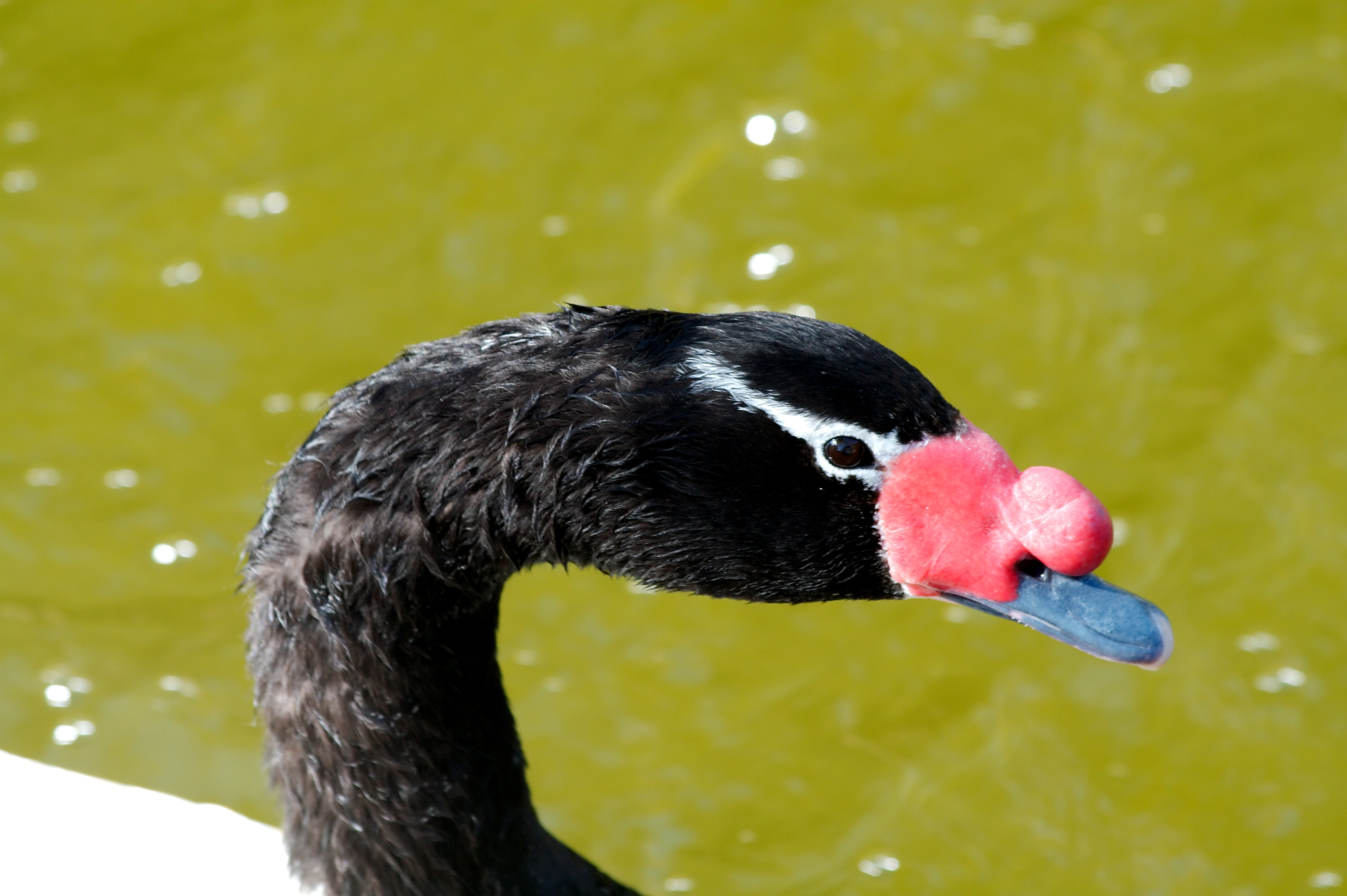
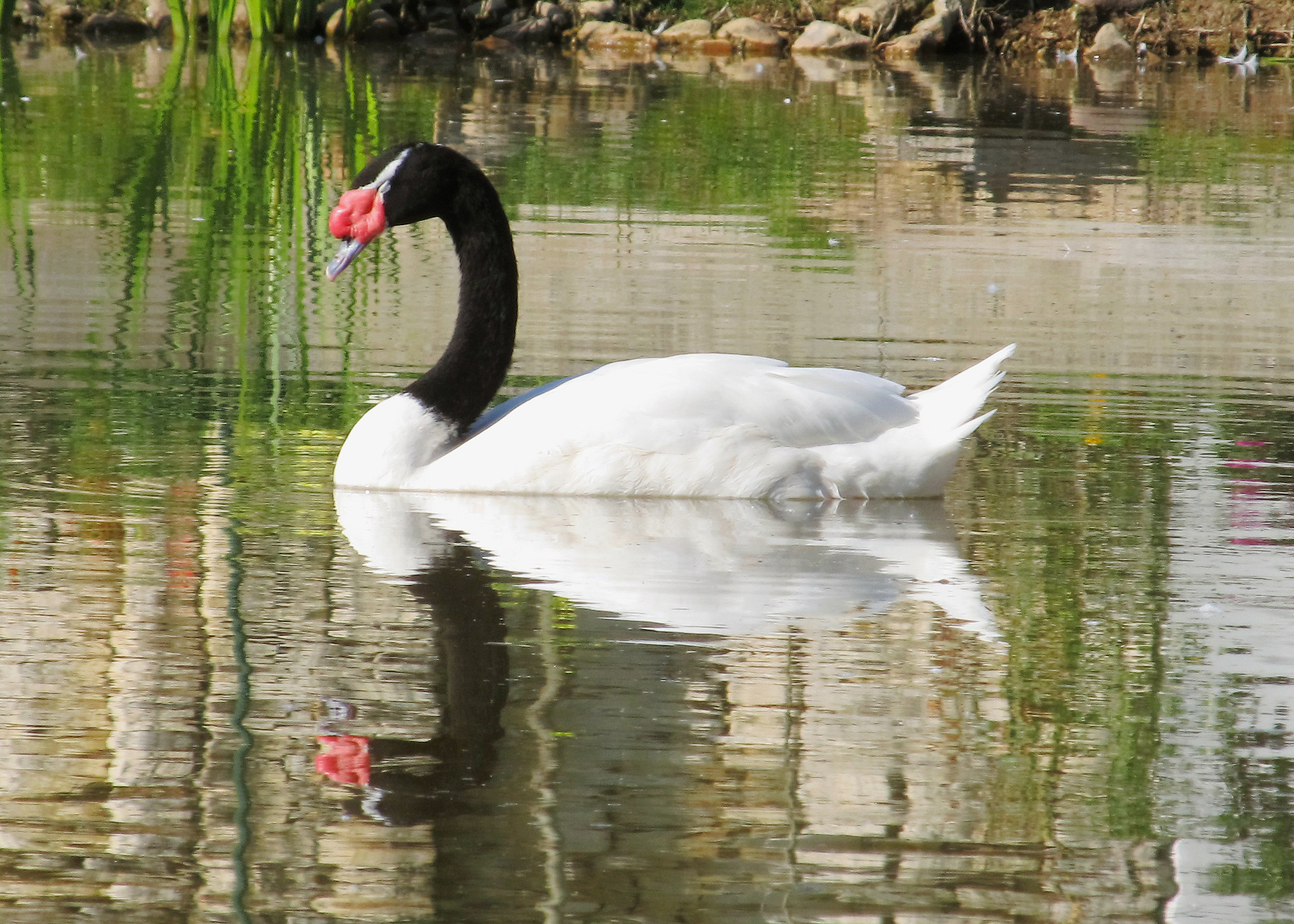
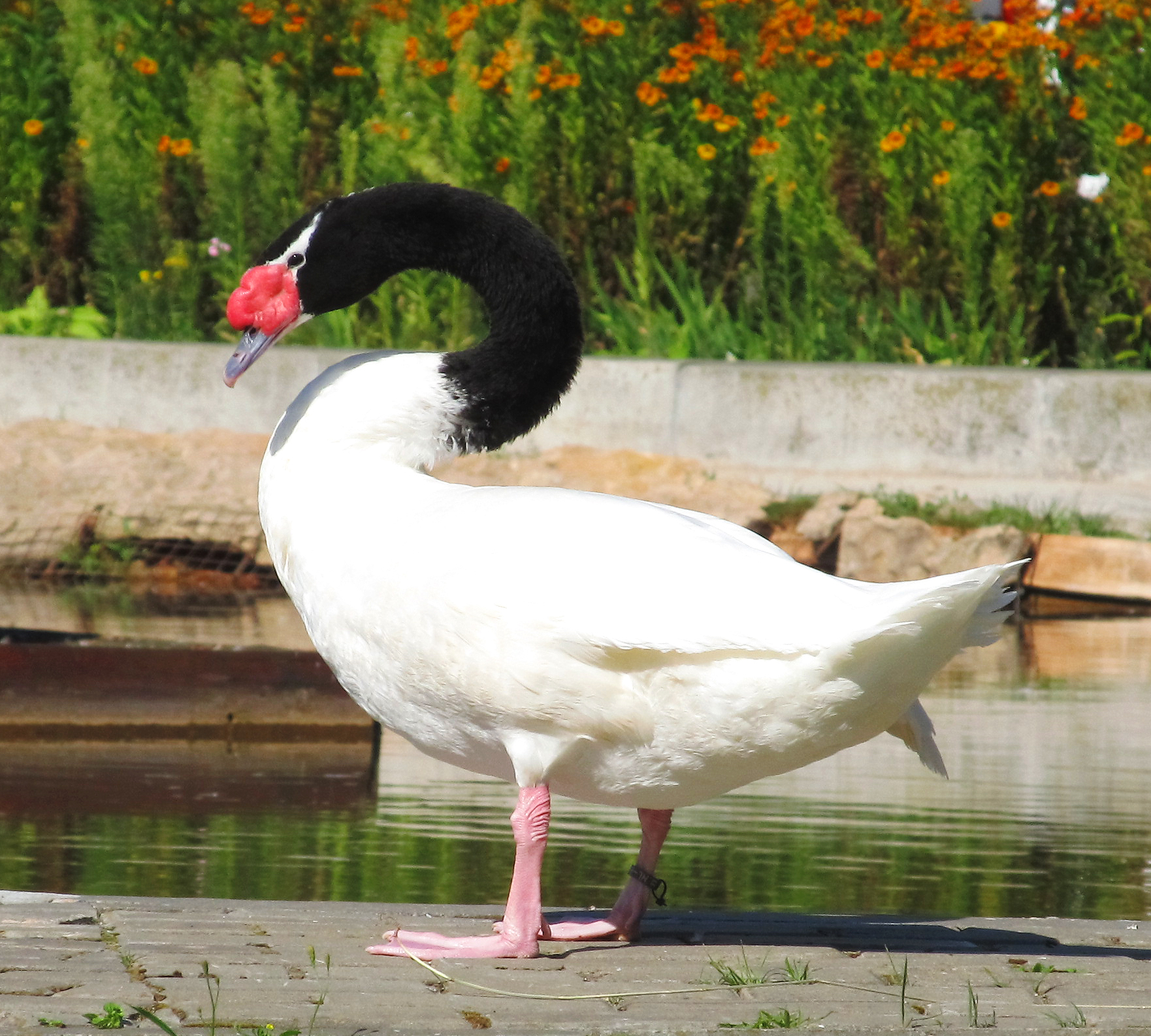
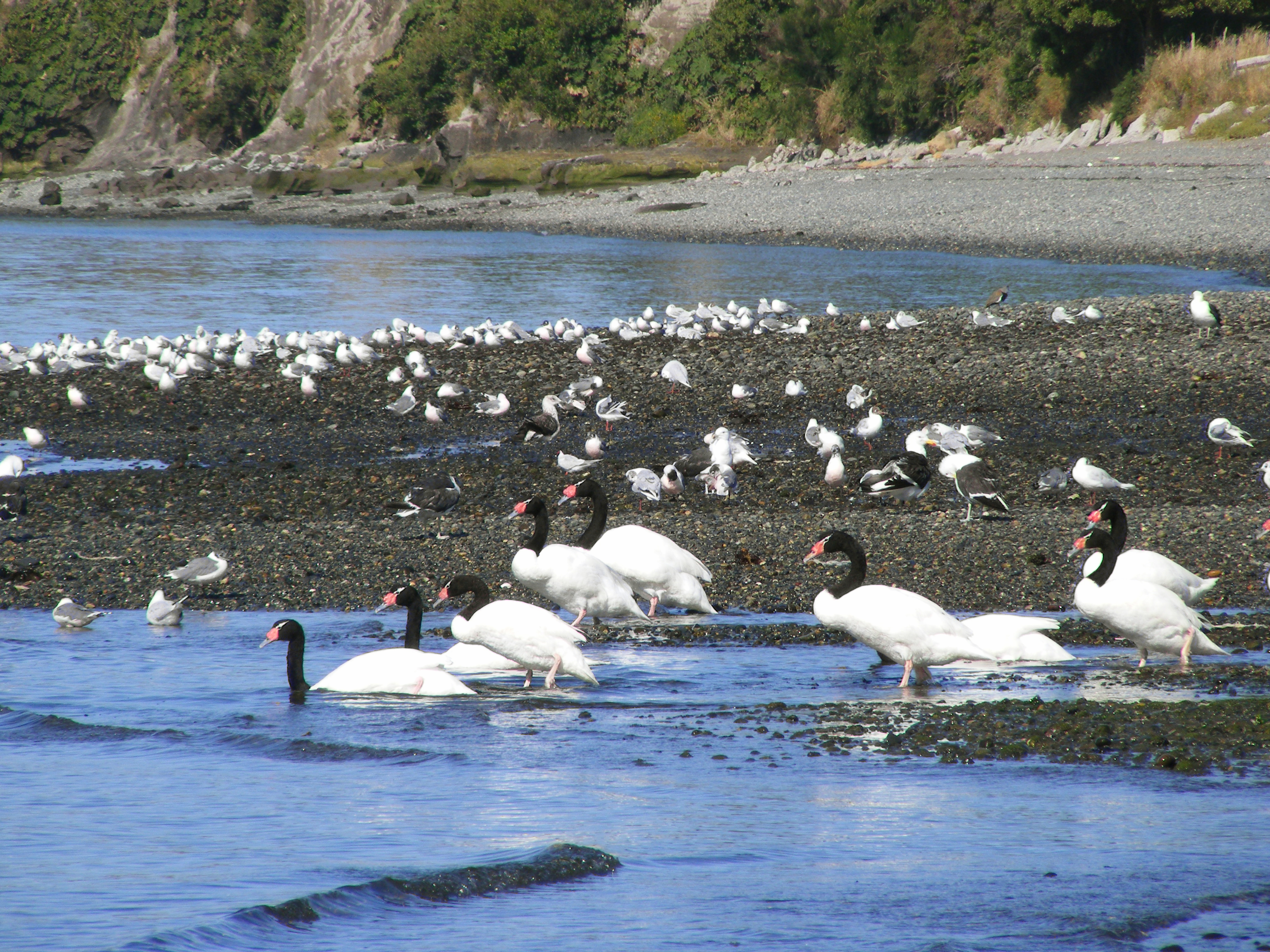
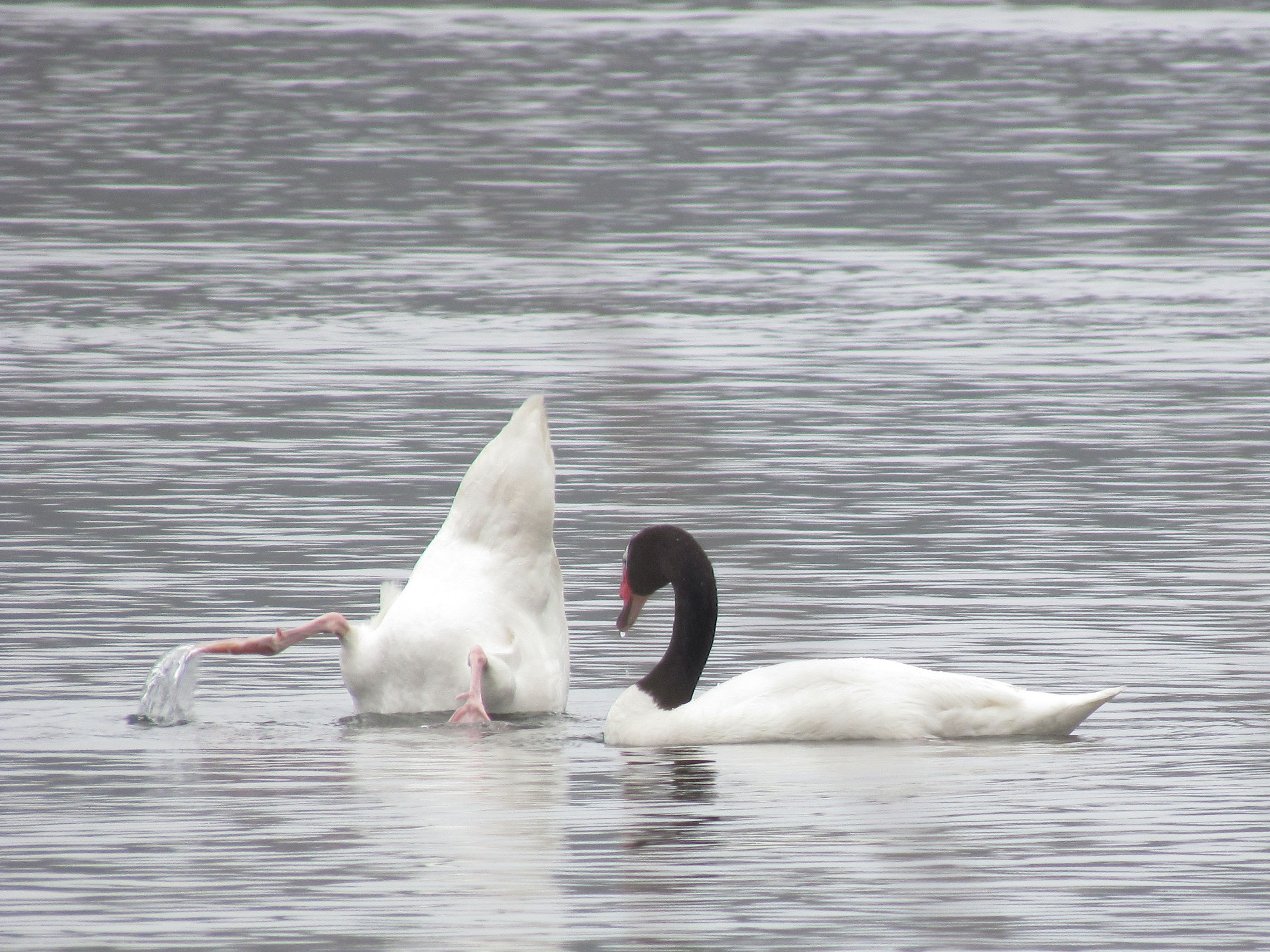
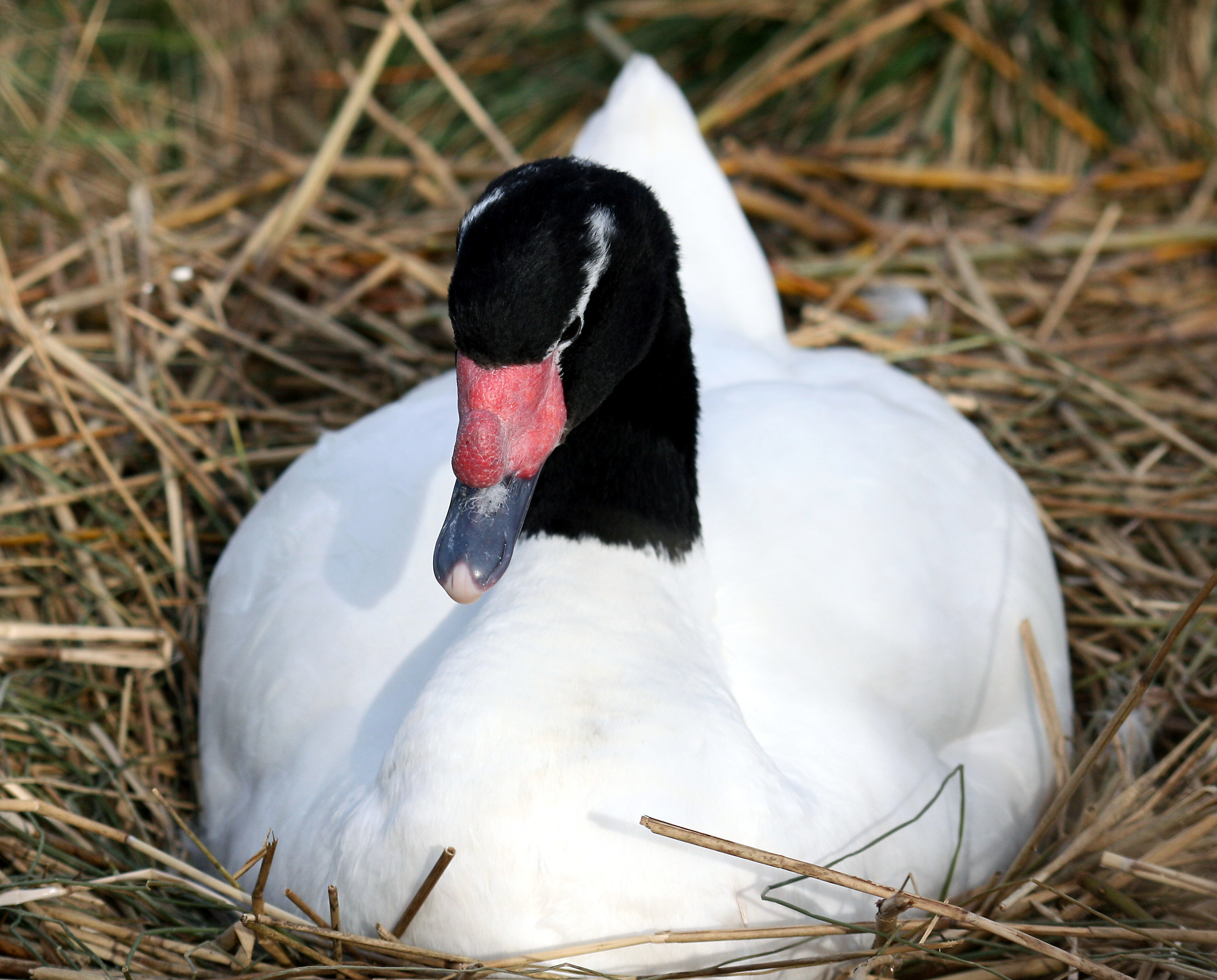